# Сан-Мигел-дус-Кампус
Сан-Мигел-дус-Кампус (порт. São Miguel dos Campos) — муниципалитет в Бразилии, входит в штат Алагоас. Составная часть мезорегиона Восток штата Алагоас. Входит в экономико-статистический микрорегион Сан-Мигел-дус-Кампус. Население составляет 48 635 человек на 2004 год. Занимает площадь 660,3 км².
Праздник города — 29 сентября.

## Статистика
- Индекс развития человеческого потенциала составляет 0,671 (данные: Программа развития ООН).